# Beijing International Art Biennale
Die Beijing International Art Biennale (BIAB) ist die offizielle Chinesische Biennale für internationale zeitgenössische Kunst in Peking. Die seit 2003 stattfindende Biennale wird vom chinesischen Künstlerverband ausgerichtet und zeichnet sich durch vielfältige internationale Beteiligung aus.

## Bisherige Veranstaltungen

### 1. Biennale Peking 2003
vom 20. September bis 20. Oktober 2003 in Peking mit 577 Arbeiten aus 45 Ländern

### 2. Biennale Peking 2005
20. September bis 20. Oktober 2005 in Peking (China Millennium Monument Beijing World Art Museum, National Art Museum of China) mit ca. 600 Arbeiten aus 50 Ländern.
Teilnehmende deutsche Künstler (Auswahl): Gerhard Richter, Anselm Kiefer, Hans Scheib, Karin Sander, Norbert Bisky, Helmut Federle, Werner Schaarmann, Michael Growe, Marc Schmitz, Heike Kati Barath, Cornelia Schleime, Georg Baselitz.

### 3. Biennale Peking 2008
Die dritte Biennale wurde vom 8. Juli bis zum einschließlich 24. August 2008 unter dem Titel „Colors and Olympism“ ausgerichtet; durch die Verschiebung um ein Jahr fand sie zeitgleich zu den ebenso in Beijing abgehaltenen Olympischen Spielen statt und griff diese auch thematisch auf. Auf Ausstellungen im National Art Museum of China (8. Juli – 12. August) und in der Exhibition Hall der Central Academy of Fine Arts (7. Juli – 24. August) wurden insgesamt 747 Arbeiten von Künstlern aus 81 Ländern ausgestellt. Auf der Biennale wurden vorwiegend Skulpturen und Malerei gezeigt; laut dem Kurator Wang Yong sollte dies nicht nur die aktuellen Strömungen in der chinesischen Kunst aufgreifen, sondern auch das wiedererwachte weltweite Interesse an der Malerei. Kritik daran, dass dadurch zeitgenössische, avantgardistische Kunstproduktion ausgeschlossen würde, relativierte Wang Yong dadurch, dass „Innovation nicht zwangsläufig Neue Medien und neue Kunstformen“ bedeuten muss.
International wurde auch diese Biennale kaum wahrgenommen; in Art in America wurde sie als eine „glanzlose Übersichtsausstellung“ kritisiert, die „hastig in Auftrag gegebene Gemälde heroischer chinesischer Soldaten“ zeigte, während relevante zeitgenössische Kunst aus China zur gleichen Zeit nur auf Ausstellungen privater Galerien zu sehen gewesen wäre.
Einen Preis erhielt neben anderen für ein Olympia-Sportbild:
- Sandra Ackermann (* 1974), Deutschland: Die Springer. 2006. Öl auf Leinwand. Maße: 200 × 150 cm

### 4. Biennale Peking 2010
20. September bis 4. Oktober 2010 unter dem Motto: „Environment Concern and Human Existence“ mit 535 teilnehmenden Künstlern und 562 ausgestellten Arbeiten aus China und weiteren 93 Ländern weltweit.

### 5. Biennale Peking 2012
28. September bis 22. Oktober 2012 unter dem Motto: „Future and Reality“ mit über 700 ausgestellten Arbeiten aus 84 Ländern, darunter 9 deutsche Beteiligungen.